# 喜屋武ちあき
喜屋武 ちあき（きゃん ちあき、1984年3月13日 - ）は、日本のタレント、司会者、アニメプロデューサー、ヨガインストラクター。愛称は「きゃんち」。埼玉県所沢市出身。現在はフリーで活動している。
男装グループ「風男塾」のメンバーとしても活動していた。

## 人物
- アニメ、漫画、ゲームを愛する元祖オタクアイドルとして広く認知される。その知識を生かしアニメ番組などでもコメンテーターや司会業を行うなど、活動は多岐に渡る。
- 芸能界入りのきっかけは原宿でのスカウト。ミスマガジン2004セミファイナリストであり、グラビアタレントとしても活動。
- 2006年9月より女性アイドルユニット中野風女シスターズのメンバーとしても活動。同じメンバーで構成された男装ユニット風男塾にも所属、メガネをかけた武器屋桃太郎というキャラを担当していた。2014年10月24日をもって卒業。
- ヨガインストラクター・健康リズムカウンセラーの資格を持ち「アニメヨガ」を考案。アニメのポーズをヨガとして行うという斬新な発想の本「喜屋武ちあきのアニメヨガ」も出版した。

## エピソード
- 名字から沖縄県出身と思われることが多いが、実は埼玉県所沢市出身。
- 幼稚園教諭、保育士の資格を持つ。
- 家族構成は父、父の再婚相手、妹。妹とは特別仲が良く「ちっち」というハンドルネームで度々登場する。喜屋武はちっちの子である甥と姪に並々ならぬ愛情を注ぐ伯母バカでもある。
- 小中学生時代に友人がおらず、ずっと一人で異世界に行く想像をしてやり過ごしていたという黒歴史を公表している。また、芸能界に入る直前に母を亡くした経緯もあり「好きなことを思い切りやり切ることで、生きるための健やかさが生まれる」というメッセージを伝えるために芸能界に入った、と語っている。
- 高校生の頃に自身でHTMLを組んでホームページを作り二次創作小説を掲載していたなどギークな一面もあり、リクルートグループ内のwebコンテンツ「Tech総研」では2006年2月15日から「テックハニーきゃんちの突撃！会社訪問」という連載を持ち、様々なIT企業に取材を行った。その後、同リクルートグループ内「CodeIQ」にて連載企画「きゃんちのギークガールになりたくて」 を担当。(現在は「CodeIQ自体のサービスが終了」)。喜屋武自身もUnity (ゲームエンジン)を使ったゲーム制作や、統合型3DCGソフトウェアShadeを使った3Dモデルの制作にチャレンジするなどした。
- 2010年から、夏と冬に行われるオタクの祭典「コミックマーケット」にて自身で同人誌を制作しサークル参加を行っている。内容は小説、写真集など様々。
- 2016年から、スマートフォン用ゲームソフト「星のドラゴンクエスト」のイベント、配信等でメインMCを務め、本人もプレイしている。
- 2019年7月1日から、16年間お世話になった所属事務所フィットを離れ、フリーランスで活動を開始。
- アニメーションプロデュース企業「ARCH」にてプロデューサー業を行う。
- 2020年11月より機動警察パトレイバー公式　特車二課　広報室業務を担当。

### オタク趣味
- アニメという日本文化をこよなく愛する。70年代アニメ〜現在まで守備範囲は広く、ジャンルも少年ヒーローからSF、萌えアニメなどボーダーレスである。
- 数あるアニメの中でも特にガンダムシリーズのおたく（同じガンダム好きの土田晃之が「本物」と断言するほど）であり、ほぼ全てのガンダムシリーズを網羅している。普段の発言にもガンダム用語を使うことがある(「すごく」を「ズゴック」と言うなど)。
- その他好きなアニメとして、スタジオジブリ作品(特に『風の谷のナウシカ』『天空の城ラピュタ』)　『少女革命ウテナ』、『人造昆虫カブトボーグ V×V』、『コードギアス 反逆のルルーシュ』『プラネテス』『銀河英雄伝説』等を挙げる。
- 2013年、風男塾が歌った相撲協会公認ソング「RIKISHI-MAN」をきっかけに相撲好きな女子、いわゆる「スー女」として目覚め、スポナビライブなどにもコメンテーターとして度々出演。好きな力士は同出身地の北勝富士など。
- 読書家の母、編集者の父の影響で、読書を愛する。好きな作家に新井素子、荻原規子、久美沙織、森見登美彦、筒井康隆、宮沢賢治などを挙げている。児童書やライトノベル、ファンタジー作品を特に好み、『グイン・サーガ』シリーズ(当時、本編・外伝合わせて100巻ほど)を2ヶ月で読破したという逸話を持つ。
- 特撮戦隊ヒーロードラマを好んだ時期があり、編集家の竹熊健太郎のブログによれば、出演を熱望している。特撮ドラマ『大魔神カノン』に出演した。
- 自身でコラムやレポート記事を書くことも多い。
- 「千秋らく」というペンネームで作詞家活動を行っており、アイドルやアニメへ提供している。
- ゲームに関しては『ファイナルファンタジーシリーズ』『ドラゴンクエストシリーズ』などのロールプレイングゲームや、『ときめきメモリアル Girl's Side』、『ネオロマンスシリーズ』などの恋愛ゲーム、『モンスターハンター』シリーズやFPSなど幅広く好む。他に特に好きなゲームとして『MOTHER2ギーグの逆襲』『イーハトーヴォ物語』などを挙げている。
- 漫画に関しては手塚治虫作品(特に『火の鳥』『ブラックジャック』)　『ジョジョの奇妙な冒険』シリーズ、『ふしぎ遊戯』『魔法陣グルグル』などを特に好きな作品として発言。
- 全ジャンルにおいて、特に異世界作品を好み「異世界同好会 会長」を自称する。
- 学生時代に見たソルトレイクオリンピックがきっかけでフィギュアスケートに興味を持つ。ソルトレイクオリンピック男子金メダリスト、ロシア人選手のアレクセイ・ヤグディンのファンであり、自身もフィギュアスケートを習っていた。
- アニメソングの他に1970年代〜80年代の邦楽を好む
- 生まれも育ちも西武沿線ということから、西武線に深い愛着を持つ。

## ユニット
- 中野風女シスターズ
- 風男塾
  - 武器屋 桃太郎（ぶきや ももたろう）

## 出演

### TV
- オレたちのヒロイン（MBS、2004年）
- 内田さやかとグーラドール（BS955、2004年）
- 水着少女（テレビ東京、2004年1月）
- カルチャーGパーティー（朝日放送、2004年）
- うごくアイドルお宝名鑑アイドルグラフィックTV（BSフジ、2004年）
- Pooh!（TBS、2004年4月）ミスマガ2004ベスト16として出演
- ヨシモト ファンダンゴTV『マジジャン』（SkyPerfecTV 284ch、2005年4月7日）
- ヨシモト ファンダンゴTV『インパルスセンス』（SkyPerfecTV 284ch、2005年7月15日）ジャッジメントとして出演
- ですよねぇ。（TBS、2006年1月20日）スポット出演
- アイドル漫画道場（エンタ!371、2006年4月 - 2007年1月）初レギュラー
- アパッチナイトフジ（フジテレビ、2007年3月30日）アパッチナイターズ
- 勝利の女神〜2ndSTAGE〜（チバテレ、2007年7月15日）
- 機動戦士ガンダム00 披露宴 豪華芸能人が大集合SP（毎日放送・TBSテレビ、2007年9月29日）
- 完全保存版!今すぐ食べたい北海道スイーツ!（テレビ北海道、2007年11月6日）
- ブルブルアンタッチャブル（朝日放送（ABCテレビ）、2007年12月14日）
- 世界バリバリ★バリュー（TBSテレビ、2008年1月16日）
- ヲタック25完全版（テレ朝チャンネル、2008年2月2日）
- モテケン（テレビ東京、2008年2月18日）
- デジタル・スタジアム（NHK BS-hi、2008年2月29日）
- 帰ってきた『今日からマ王!』（NHK-BS2、2008年3月30日）
- 『ぷっ』すま（テレビ朝日、2008年6月10日）
- マンガノゲンバ（NHK-BS2、2008年8月6日）「高橋留美子が大好き!!」
- むちゃぶり!（TBSテレビ、2008年10月9日）
- BSアニメ夜話（NHK-BS2、2008年11月6日・2009年2月24日）「劇場版・天元突破グレンラガン紅蓮篇」、「ジャイアントロボ THE ANIMATION -地球が静止する日」
- お宝TVデラックス（NHK-BS2、2008年12月6日）「テレビアニメ進化論」
- 機動戦士ガンダム00〜たまたま見忘れた人たちに捧ぐ〜」（毎日放送・TBSテレビ、2009年1月4日）
- しょこ♥リータ（テレビ東京、2009年1月7日・14日）「セクシーコスプレコンテスト」審査員
- BS熱中夜話（NHK-BS2、2009年5月22日・29日）「アニメソング」
- アニメ星人（チバテレビ、2009年7月4日 - 2010年3月）アニメトークコーナー担当
- チアアップ★インディーズ（EXエンタテイメント、 - 2009年10月）
- 創ったヒト（アニマックス、2009年11月7日 - ）レギュラー司会
- ザ☆ネットスター!（NHK-BS2、2007年11月 - 2010年2月）レギュラー司会
- ウケウリ!!（日本テレビ）- 「Denny's ハンバーグハンターズ」企画に2010年7月23日から出演
- STUDIO MUSIX（アニマックス、2011年7月 - ）進行、コーナーMCも担当
- 女神降臨 #26（MONDO TV、2011年9月18日）
- ぶらかるちゃ 航空公園駅編（J:COM、2012年2月22日）
- ぶらかるちゃ 新所沢駅編（J:COM、2012年2月29日）
- 風雲！大歴史実験「戦国鉄砲隊VS騎馬軍団　織田信長・軍事革命の秘密」(NHK BSプレミアム、初回放送:2015年7月25日)
- 風雲！大歴史実験「源平壇ノ浦の戦い～源義経　おきて破りの真実～」（NHK BSプレミアム、初回放送:2016年3月18日）
- 風雲！大歴史実験「桶狭間の戦い 織田信長 今川軍撃破の秘密」（NHK BSプレミアム、初回放送:2017年3月24日)
- 発表!全マクロス大投票(NHK BSプレミアム、2019年5月4日)

### TVドラマ
- 功名が辻（NHK総合、2006年1月 - 12月）旭の侍女 役
- 探偵学園Q（日本テレビ、2007年7月 - 9月）ダーツバーの案内人 役
- 大魔神カノン（テレビ東京、2010年）阿部 役

### TVアニメ
- 闇芝居【第3期】（テレビ東京、2016年）

### ラジオ
- DJ Tomoaki’s Radio Show!（下北FM、2010年9月30日※ゲストとして出演）
- The Nutty Radio Show おに魂 (NACK5、2010年12月8日※吉木りさのピンチヒッターとして登場)
- Live!エレうた!いつバンドやるの?いまでしょ!（NHKラジオ第1、2013年8月23日〜） -三澤紗千香と共にレギュラーMC
- IT起業家の集う店「CAN BAR」(ラジオNIKKEI第一、2019年5月20日-毎週月曜20:00〜)

### Web
- 中野腐女子シスターズの腐ジョッキー（GyaOジョッキー）毎週金曜日交代制レギュラー
- 少年志（GyaOジョッキー、初期出演）
- はなわレコード“中野腐女子シスターズ”（GyaO）レギュラー
- ドルアーガの塔〜the Chat of URUK〜（GyaO）声優初挑戦企画
- 溜池Now（GyaO）不定期出演、溜池会会員No.015
- R☆NKINGパラダイス（ORICON STYLE）腐男塾
- アイドル・オンエア（GyaO）不定期出演
- 金田朋子の日本語でおk（ねとすた☆あねっくす）
- Abema Game 9 アゲナイッ! フライデー（2018年2月2日、AbemaTV） - MC、吉木りさの代役
- 放置少女♡第3弾 12時間生放送 ～クリスマスイブは美少女たちと一緒に過ごしませんか？～(2018年12月24日　ニコニコ生放送)

### 映画
- ゲーム☆アクション - 悪の組織に間違えてCMオーディションに来た自称新人アイドル3人の内の1人として出演。2009年。
- 貞子3D - 劇中歌を歌う3人組アイドルユニット「Android」A子、B子、C子として、一人三役で出演。2012年角川映画配給。
- KIDS=ZERO - 「悪十字軍」のおかかえ侍女。2014年10月18日より池袋シネマ・ロサにて公開。

### 舞台
- 北野吉本（2005年5月22日、ルミネtheよしもと）初舞台
- 第6回ショートケーキ　バレンタインSP公演（2010年2月14日、原宿アストロホール、劇団ショートケーキ）
- アリスインプロジェクト「ライン♪」（2011年8月4日、銀座博品館劇場） 片岡観音子 役（日替わりゲスト）
- RxR「虹色の輪舞曲～ロンド・デュ・ラルカンシェル～（8色のオクテット）」（2012年1月26日 - 29日、SPACE107）
- 月下のオーケストラ（2012年4月11日、シアターグリーン） 日替わりゲスト
- FIRE HIP'S第四回公演「ハートブレイクダンス!!」（2012年8月4日 - 5日、北沢タウンホール）
- らき☆すた≒おん☆すて（2012年9月29日昼回、東京ドームシティシアターGロッソ） 日替わりゲスト
- KOYA・MAP+アニソンぷらす「喝采」アニソンミュージカル.ver（2012年10月31日 - 11月4日、前進座劇場）
- ヴァンパイア騎士(ナイト)（2015年1月21日 - 25日、銀座博品館劇場）藍堂 英 役
- ヴァンパイア騎士(ナイト)-Revive-（2015年7月1日 - 5日、あうるすぽっと）藍堂 英 役
- 演劇女子部「一枚のチケット～ビートルズがやって来る～」(2017年11月27日-12月3日 紀伊國屋サザンシアターTAKASHIMAYA)中尾勇一 役

### 雑誌・新聞
- きゃんたすてぃっくわーるどゲームラボ (三才ブックス）
- アイドルゲーマーきゃんちが往く! ゲーマガ（ソフトバンククリエイティブ）
- きゃんちと酒ミニケーション 東京スポーツ(東京スポーツ新聞社) 隔週月曜 連載中

### イベント
- 星のドラゴンクエスト マルチキャンプ MC
- マクロス公式FC 超時空ファンクラブ「M魂」イベント MC
- 芸能女子 酒飲みサミット「酒ミット」LOFT9 SHIBUYAとの共同主催。不定期開催

お誕生日イベント
- 喜屋武ちあきVer3.6記念イベント「kyanPa!!2020」（2020年3月15日、At 新宿ヒミツキチラボ365）ゲスト:福見真紀、下仮屋カナエ

## 作品

### CD
- Honey Bee/中野腐女子シスターズ（テイチクエンタテインメント、2010年1月20日）
- キラキラ♡魔女っ娘♡cluv（オムニバスアルバム、P-Vine、2010年）[注 1]
  - ときめきトゥナイト（ときめきトゥナイト OP） 喜屋武ちあき×Carlos Aoki（Pan Pacific Playa）
  - 魔法使いサリーのうた（魔法使いサリー OP） 喜屋武ちあき×dj scotch egg

### ゲーム
- beatmania IIDX 16 EMPRESS（KONAMI、2008年）の楽曲「山岡晃の「クイズ!家事都合!」」のボーカルを担当している。また同曲のムービーにも出演。
- ガンダムアサルトサヴァイブ（バンダイナムコゲームス、2010年）カスタムパイロット音声を担当。

### ビデオ・DVD

#### イメージ・グラビア系
1. Pure Smile（竹書房、2003年）
2. Can can!（GIRLS' RECORD、2004年）
3. ガチンコ水泳・バトル大会（GIRLS' RECORD、2004年）
4. Love Lovery（ラインコミュニケーションズ、2005年）
5. はじめての反抗（フォーサイド・ドット・コム、2005年4月25日）
6. またたびぷぅ（i-cf、2006年2月25日）
7. Pleasure Kiss（イーネット・フロンティア / TAO、2006年3月24日）
8. i Can!!!（Marine、2006年8月11日）
9. GIRLS' RECORD - DECORATION CAKE -（GIRLS' RECORD、2006年11月24日）※オムニバス
10. With you（ペイ・パー・ビュー・ジャパン、2007年2月28日）
11. ちあキッス（フォーサイド・ドット・コム、2007年）
12. きゃんち myself（エイベックス・マーケティング、2008年）
13. グラドル千本ノック 巨乳軍vs.美乳軍（ジェネオンエンタテインメント、2008年、監督:河崎実）※オムニバス
14. fitoneガールズ～森島ちあき～（ソニー・ミュージックディストリビューション、2009年1月28日）※森川ゆきえ、島野亜希子
15. きゃん式（ソニー・ミュージックディストリビューション、2009年3月11日）
16. もえキャン（アドバンスエージェンシー、2010年）
17. 僕の彼女（竹書房、2013年）
18. 再会 〜Precious time (マックス、2013年）
19. 悪戯シンドローム (イーネット・フロンティア、2014年8月22日）
20. きゃんちの処方箋 (ワニブックス、2014年11月27日）
21. どうしようかなぁ？(ギルド、2015年4月23日）

#### その他
1. 改造巨大ヒロイン YURIA～鼓動～（ZENピクチャーズ、2006年11月24日）※Vシネマ
2. 改造巨大ヒロイン YURIA～波動～（ZENピクチャーズ、2006年12月22日）※Vシネマ
3. B型TV（ソニー・ミュージックディストリビューション、2009年2月25日）※バラエティ

## 書籍

### 著作本
- 喜屋武ちあきのアニメヨガ（立東舎、2016年1月25日、B5判、76頁）

### 写真集
- CANDY（彩文館出版、2003年）
- 私的　喜屋武ちあき（フィットワン、2012年）※ネットにて100部限定発売。
- COSPLAY made in Japan（出版共同流通株式会社、2012年）※写真家・須崎祐次の作品集。喜屋武はモデルとして参加。
- 「sango」(フィット、2019年)※35歳を記念したクラウドファンディング企画。

### デジタル写真+ムービー作品集
- 「KYAN COLLECTION/Vol1」喜屋武ちあき DOCUMENTARY FILM（ファンプラス・Gザテレビジョン、中村功撮影、PLUS配信2011年6月15日）
- 「KYAN COLLECTION/Vol2」喜屋武ちあき PHOTOGRAPH COLLECTION（ファンプラス・GザテレビジョンPLUS配信、中村功撮影、2011年6月25日）

### カレンダー
- 2015カレンダー（2014年10月29日、TRY-X Corporation）
- 2016カレンダー（2015年10月31日、TRY-X Corporation）

### 過去の連載
- ゲームラボ（三才ブックス）「きゃんたすてぃっくわーるど」
- ゲーマガ（ソフトバンククリエイティブ）「アイドルゲーマーきゃんちが往く!」

web
- 喜屋武ちあきの腐女子道（まんたんブロードネット版「まんたんウェブ」）
- 喜屋武さん、これできますか?（ITmedia +D Games）
- テックハニーきゃんちの突撃☆会社訪問（Tech総研）
- テックハニーのただいま特訓中（Tech総研）
- ドタバタ☆きゃんち(月一回のニコニコ生放送 2012年〜2019年)

モバイル
- きゃんちねま（映画秘宝クラブ）

## 別名義での活動
『千秋らく』名義で以下の活動をしている。

### 作詞
※喜屋武ちあきの初作詞となる楽曲は風男塾の「飛び立て!フゥレンジャー」（作詞:武器屋桃太郎）である。
1. 甘いミント（リンクス、c/w 2sg「ホメノビ☆じゃぱんだ」[通常盤]、2013年8月27日）
（リンクス、1stALBUM「LINKS to You」M12収録）作曲:新本和正 編曲:中村博
2. Dream a dream（リンクス、c/w 3sg「イカネバの娘～Love Soldiers～」[B-Type]、2014年2月18日）
（リンクス、1stALBUM「LINKS to You」M4収録）作曲:今井貴志/中村博 編曲:中村博
3. 1 carat star（Aither、3sg「evolution」M3、2014年4月30日）
4. ツバサノウタ（リンクス、1stALBUM「LINKS to You」M2、2014年9月3日）作曲/編曲:中村博
5. コノ世界・闇（じゅじゅ、未音源、2014年10月31日「じゅじゅの宴（仮）2」にて初披露）
6. 杜の都のオカマーチ（ONE PIECE　ニッポン縦断！47クルーズCD in 宮城）（『ONE PIECE　ニッポン縦断！47クルーズCD』シリーズ、ボン・クレー[Mr.2](CV/八尾一樹)、2015年1月28日）作曲/編曲:石塚玲依
7. 島根3賛歌（ONE PIECE　ニッポン縦断！47クルーズCD in 島根）（『ONE PIECE　ニッポン縦断！47クルーズCD』シリーズ、ギャルディーノ[Mr.3](CV/檜山修之)、2015年1月28日）作曲/編曲:中村博
8. 秘密基地（リンクSTAR`s、c/w 4sg「リンクスター」[B-Type]M3、2015年6月17日）作曲/編曲:奥田もとい
9. JUNK LOVE（Signal、ミニアルバム（デビューCD）「Secret Rain」M2、2015年7月29日）作曲/編曲:samfree
10. Lucifer（Signal、ミニアルバム（デビューCD）「Secret Rain」M3、2015年7月29日）作曲/編曲:samfree

### その他
1. 「Tell me why 生まれて来た意味を知りたい」MV監修（Chu-Z、メジャー3sgタイトル曲、2015年7月1日）作詞/作曲:つんく 編曲:平田祥一郎

## 交流
中川翔子
女性タレント。中川がタレントとしてブレイクする前に趣味が共通することもあり、とあるオーディションでの出会いをきっかけに親しくなる。「きゃんち」というあだなの名付け親。
小明
女性タレント。喜屋武の巨乳をからかう時に使用される「喜屋武山脈」の命名者でもある。
岩井由紀子
元女性タレント。元おニャン子クラブメンバー。喜屋武は1980年代アイドル、おニャン子クラブの中でも岩井を推しメンとしている。一緒にカラオケに行って「うしろゆびさされ組」をデュエットした事がある。
金田朋子
女性声優。NHK-BS「ザ⭐︎ネットスター!」にて共演。金田曰く「とてもやさしくしてくださっている」
森口博子、池田秀一、古谷徹、潘恵子
それぞれガンダムに携わる女性歌手、男性声優、男性声優、女性声優。度々仕事の共演がある他、プライベートでの交流もある。
田中公平
男性作曲家。自身のイベントにアシスタントとして喜屋武を起用し「魂のレベルの高さに驚いた」などと語る。
吉木りさ
女性アイドル。同じ事務所の友達で腐女子仲間。
加藤沙耶香
女性アイドル。アイドルユニット「アイドリング!!!」1号。同じ事務所でほぼ同期。
井上伸一郎
株式会社KADOKAWA代表取締役専務執行役員。テレビ番組で共演があった他、同じガンダム好きとして知られ交流が続いている。
種村有菜
少女漫画家。お互いを「親友」と称し、度々二人で海外旅行に行くなどしている。
水木一郎
アニメソング歌手。アニソン登山部主宰。喜屋武も登山部員である。
若井おさむ
ガンダム芸人。飲み屋で落ち込んでいた若井を励まそうと喜屋武が声をかけて始まったトークイベントがロボットアニメナイト略してＲ・Ａ・Ｎである。
川端裕人
小説家。川端の作品を原作としたアニメ『銀河へキックオフ!!』のEDを風男塾が担当したことから交流を持ち、2016年には川端の「声のお仕事」と喜屋武の「喜屋武ちあきのアニメヨガ」の発売記念合同イベントを開催。
富野由悠季
アニメ作品監督（代表作「機動戦士ガンダム」）。喜屋武が一方的に尊敬を通り越して溺愛してやまない。「常に輝いて見える」らしい
May'n
女性歌手。ANIMAX「STUDIO MUSIX」にて3年間ともに司会を務め、プライベートでも交流を持つ。